# Armand Toussaint
Pour les articles homonymes, voir Toussaint (homonymie).
François Christophe Armand Toussaint, né le 7 avril 1806 à Paris et mort le 24 mai 1862 dans la même ville, est un sculpteur français.

## Biographie

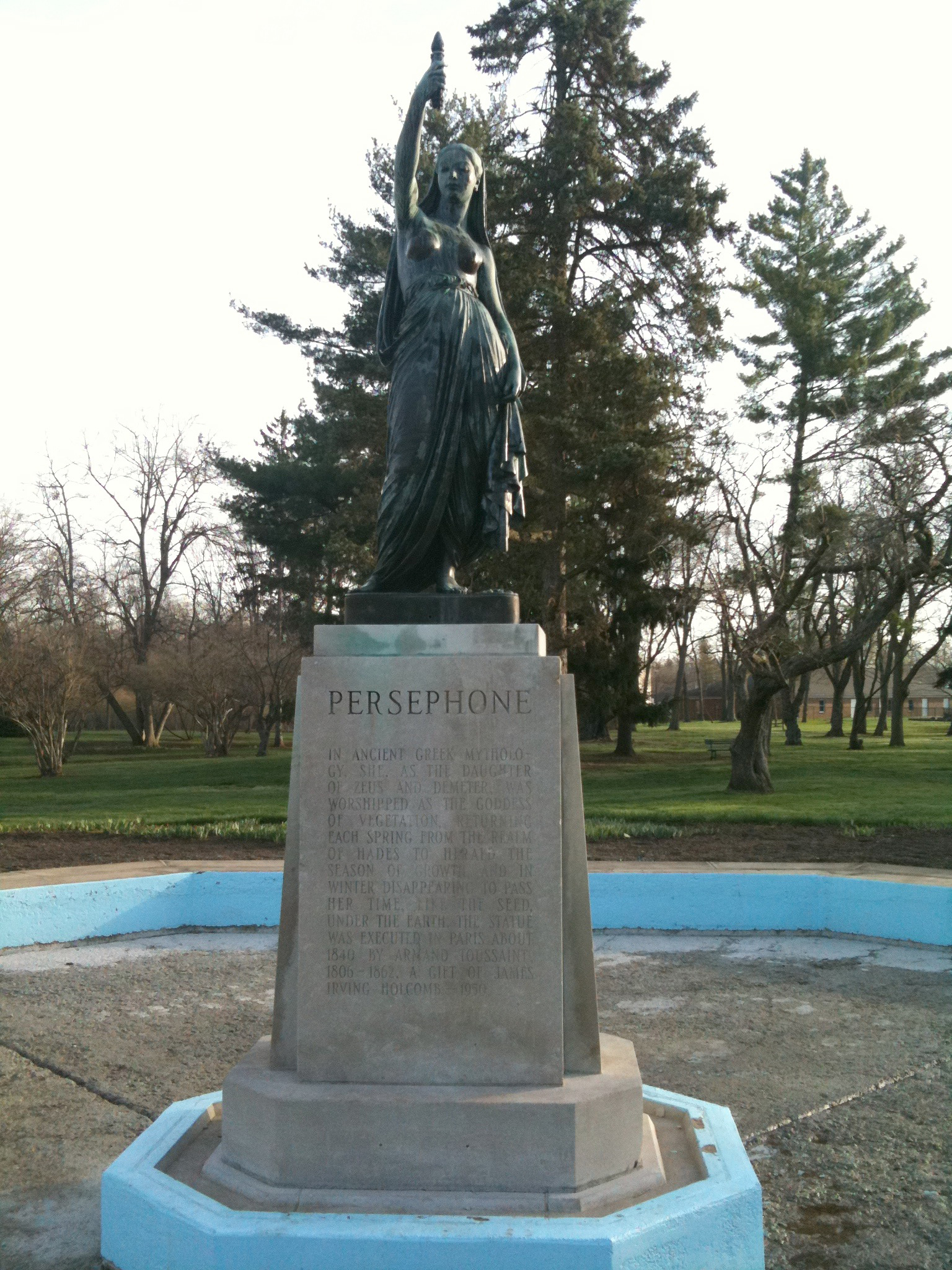
Perséphone, Indianapolis.

Armand Toussaint est le fils d’un entrepreneur en serrurerie. Entré à l’École des beaux-arts de Paris en 1827, il est élève du sculpteur David d’Angers. En 1832, il remporte le second grand prix de Rome.
Il expose au Salon de l’Académie entre 1836 et 1850, remporte une médaille de troisième classe en 1839 et de deuxième classe en 1847. Il devient professeur de sculpture à l’École des beaux-arts de Paris.
En 1852, il est nommé chevalier de la Légion d’honneur.

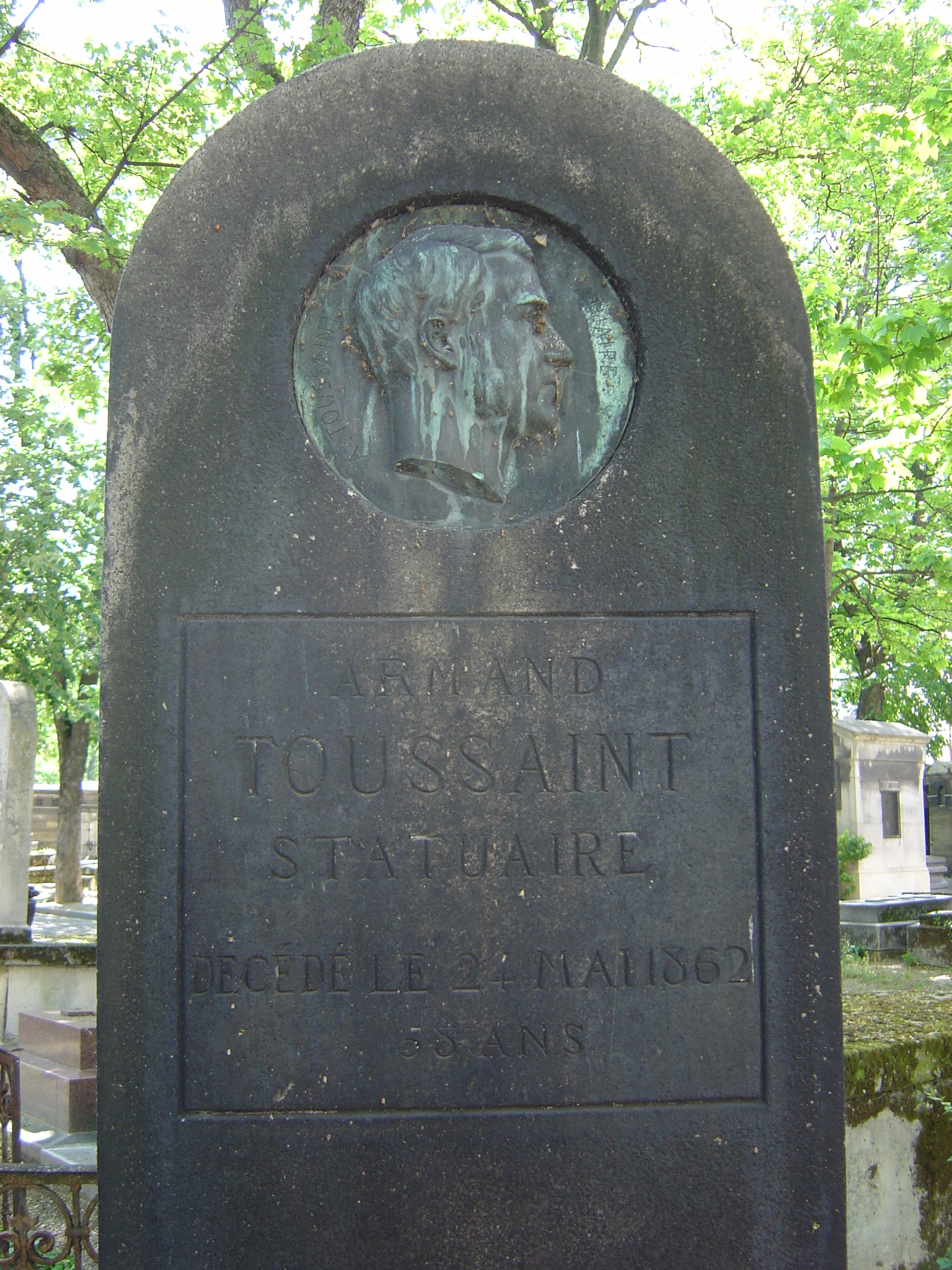
Charles Gumery, Armand Toussaint, portrait en médaillon, Paris, cimetière de Montmartre.

Il meurt à son domicile parisien, rue de Bellefond, le 24 mai 1862 et est inhumé à Paris au cimetière de Montmartre (23e division). Ses élèves lui rendirent hommage en faisant réaliser par l’un d’entre eux, Charles Gumery, un médaillon en bronze pour son monument funéraire. L’original en plâtre est conservé à Nogent-sur-Seine au musée Camille-Claudel.

## Œuvres
- Perséphone, 1840, statue en bronze, fondue par les établissements Graux-Marly à Paris[4]. Installée initialement à Chicago, elle a été achetée par JL Holcomb en 1850.
- Marseille accueillant les peuples océaniens, bas-relief, balcon d'honneur du palais de la Bourse à Marseille[5].
- Buste en Hermès de David d’Angers, marbre, musée des Beaux-Arts d'Angers[6].
- Molière, 2 m, statue en plâtre, hôtel de ville de Montrouge. Un moulage d'après cette statue orne la place Émile-Cresp à Montrouge.
- Le Génie de la Force, 1857, la Force est représentée sous les traits d’un enfant, Paris, palais du Louvre, aile Daru[7],[8].
- Libéral Bruand, 1856, statue en pierre, Paris, palais du Louvre, façade de l’aile en retour Mollien[9].
- Christ en gloire entouré d'anges, haut-relief en pierre, Paris, basilique Sainte-Clotilde, grand fronton central du porche. Toussaint est aussi l’auteur d’un Christ en croix au niveau d’un portail.
- Un esclave indien portant une torche et Une esclave indienne portant une torche, paire de statuettes en plâtre, Salon de 1847. Édité en bronze par Ferdinand Barbedienne et les fondeurs Graux-Marly[10].
- Monument à Jean-Étienne Esquirol, 1861, bronze, le médecin aliéniste est assis vêtu d'un manteau et écrivant, Saint-Maurice, hôpital Esquirol[11].

## Travaux de restauration
- Cathédrale Notre-Dame de Paris : vers 1850, Armand Toussaint intervient à Notre-Dame de Paris, avec les sculpteurs Jules Cavelier, Alexis-Hyppolite Fromanger, Jean-Louis Chenillion, sous la direction d’Adolphe-Victor Geoffroy-Dechaume, pour la réalisation des statues détruites durant la Révolution, dont une statue de saint Marcel écrasant le dragon représentant les fléaux affligeant son diocèse sur le trumeau du portail Sainte-Anne[12].
- Cathédrale Saint-Gatien de Tours : restauration des sculptures des trois portails de la façade ouest, en collaboration avec Gustave Guérin, architecte diocésain[13].
- Restitution en 1851 d'après les originaux de Germain Pilon des statuettes de La Loi et de La Justice cantonnant le cadran de la salle des pas-perdus du palais de justice de Paris[14].

Œuvres d'Armand Toussaint
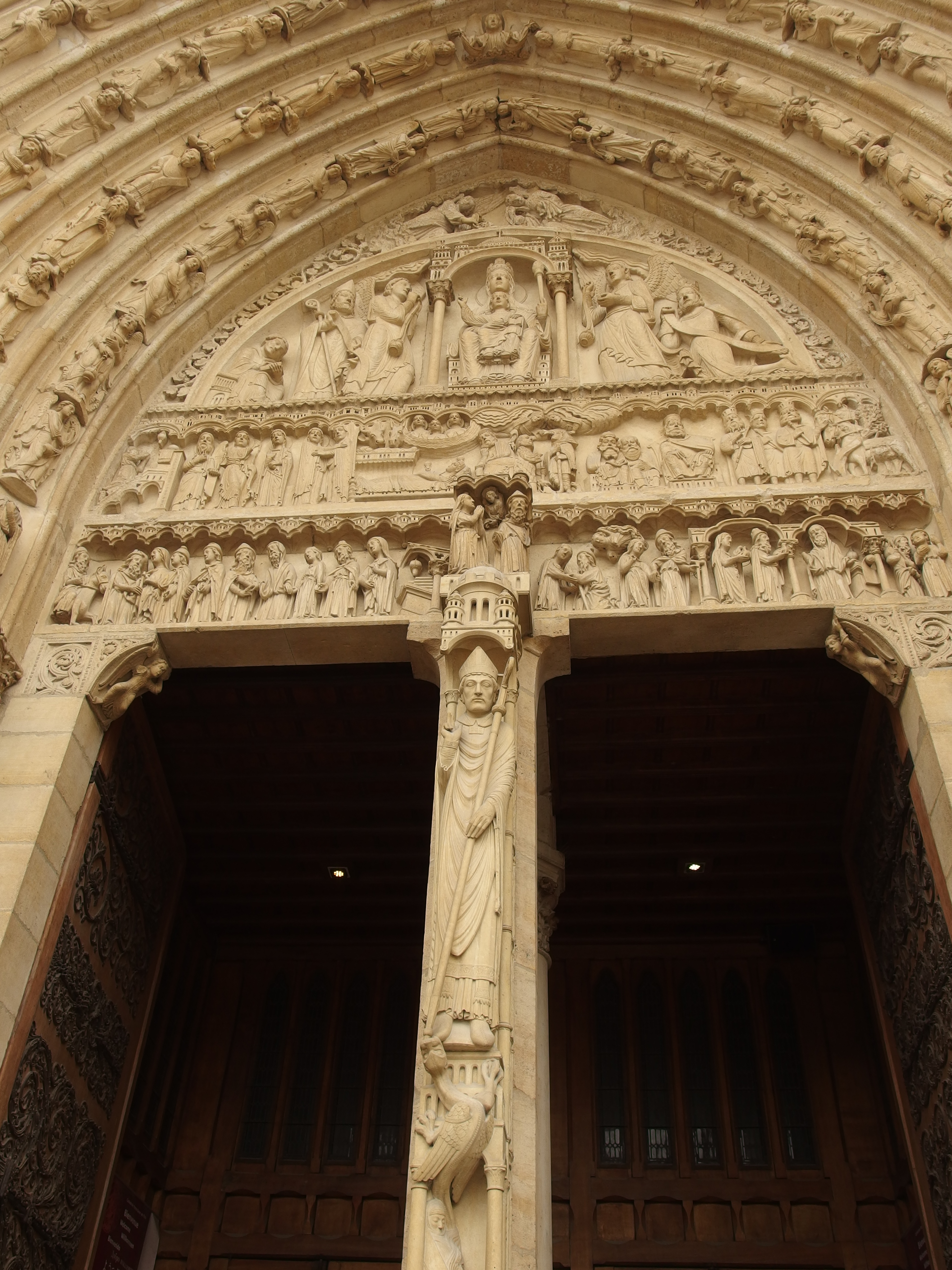
Saint Marcel (vers 1850), cathédrale Notre-Dame de Paris, trumeau du portail Sainte-Anne.
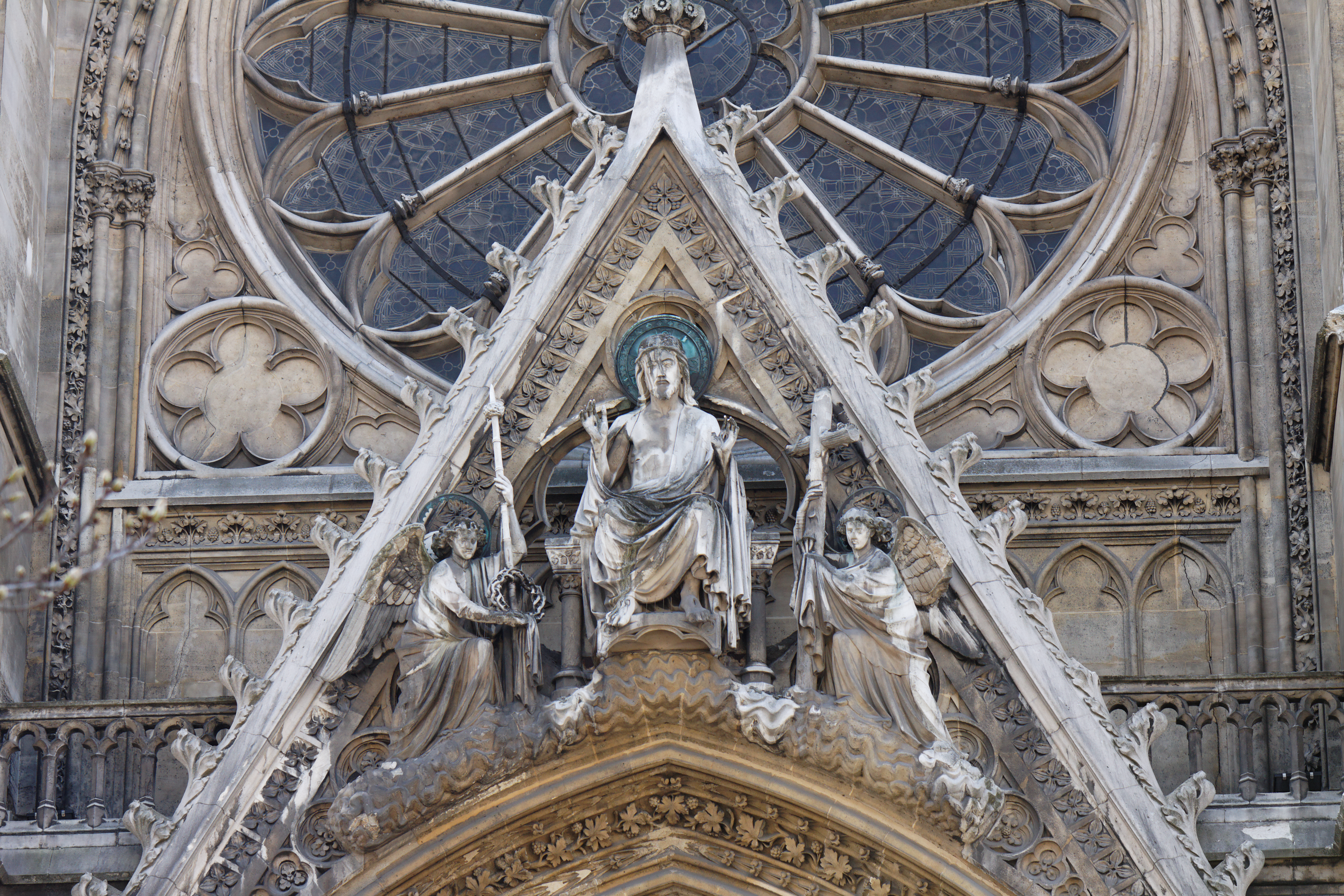
Christ en gloire entouré d'anges, Paris, basilique Sainte-Clotilde.
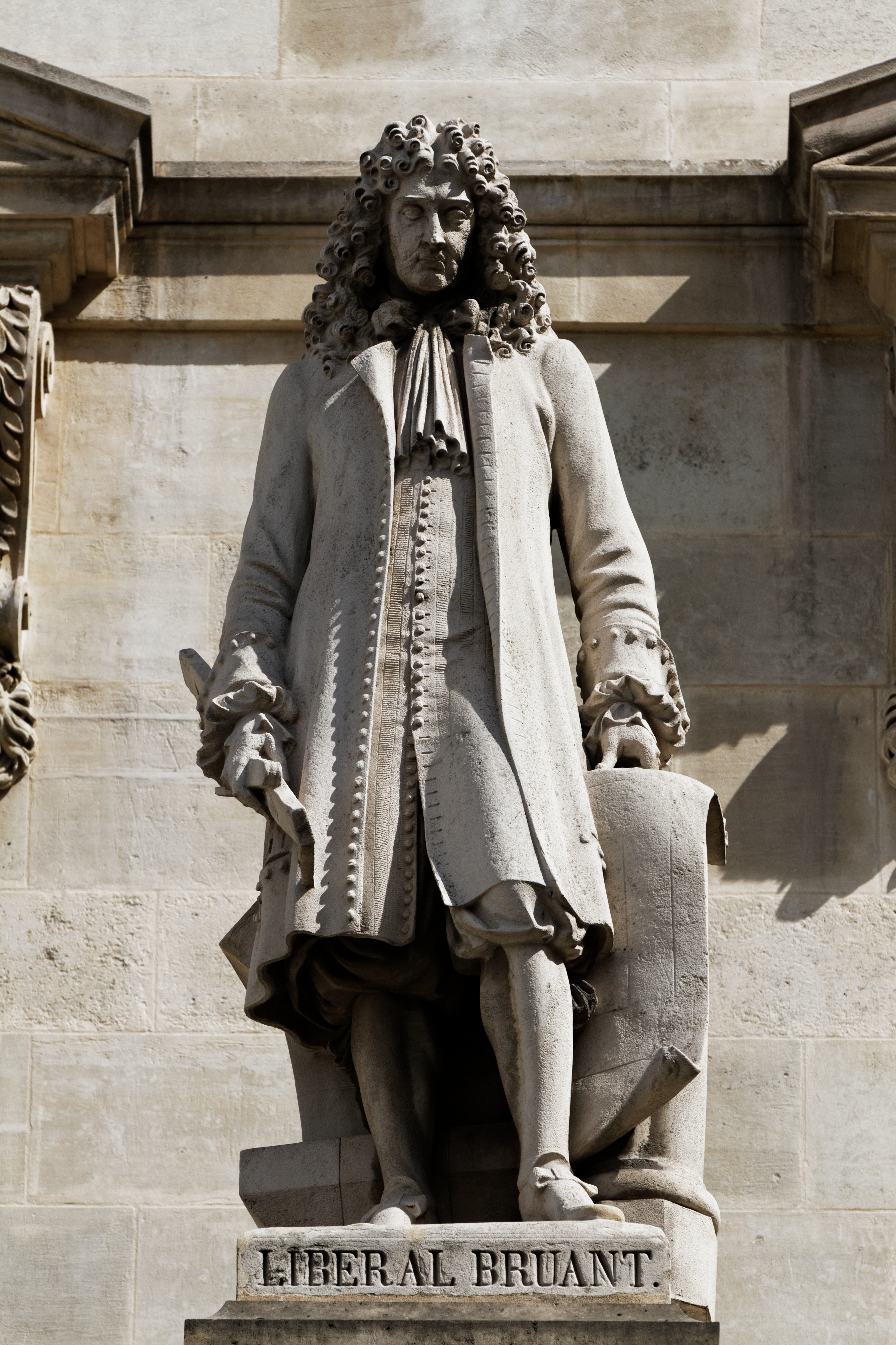
Libéral Bruand (1856), Paris, palais du Louvre.
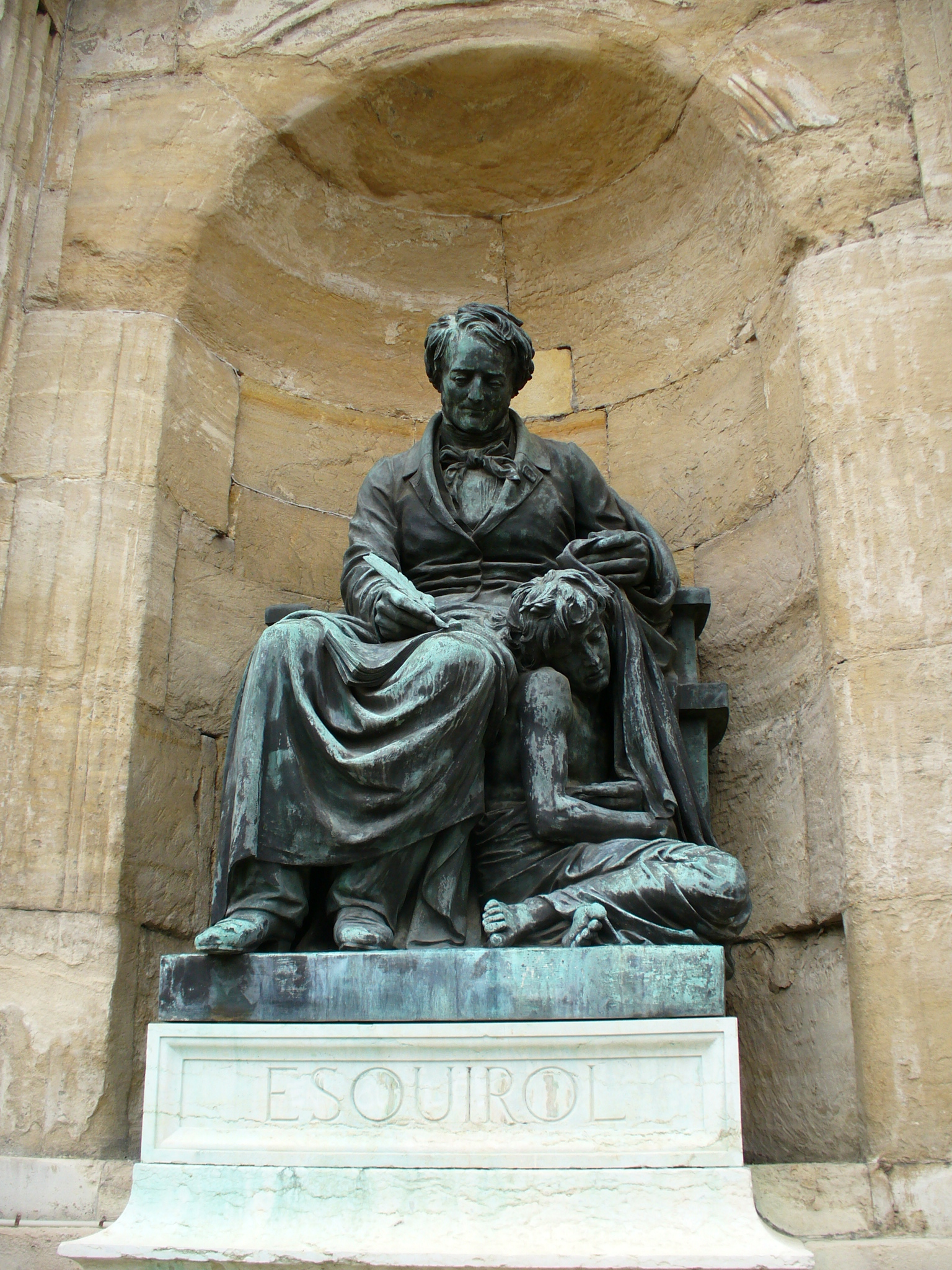
Monument à Jean-Étienne Esquirol (1861), Saint-Maurice, hôpital Esquirol.
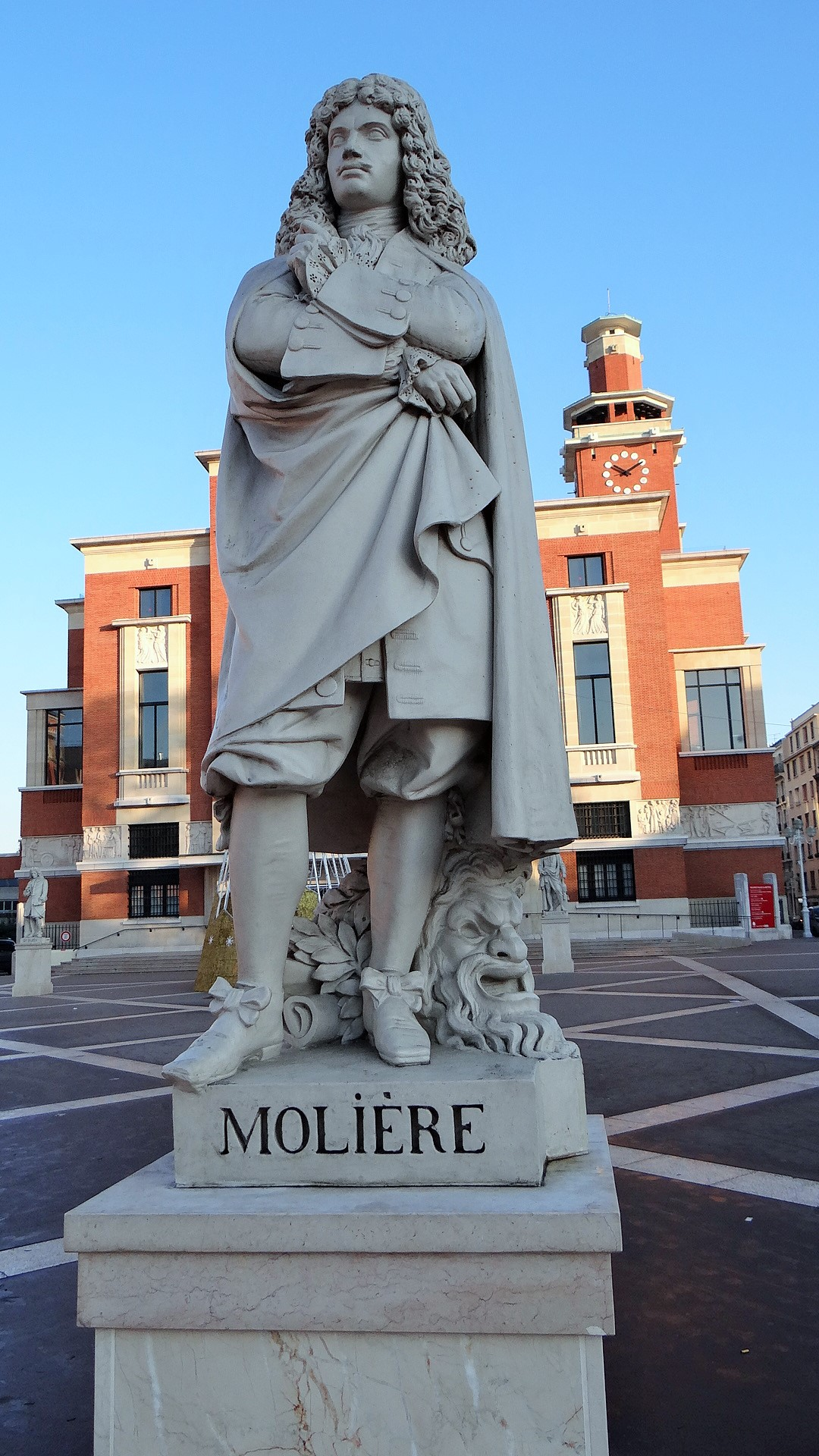
Molière, moulage d'après le plâtre original, Montrouge, place Émile Cresp.

## Élèves
- Paul-François Belouin
- Eugène Cyrille Brunet (1828-1921)
- Jean Bulio (1827-1911)
- Henry Cailloué (????-1870)
- Victor Chappuy (1832-1896)[15]
- Jacques-Hyacinthe Chevalier
- Aristide Croisy (1840-1899), en 1856, second prix de Rome en 1863.
- Paul Dubois (1829-1905)
- Charles Gumery (1827-1871)
- Charles-Octave Lévy (1820-1899)
- Augustin-Jean Moreau-Vauthier (1831-1893)
- Charles Pêtre (1828-1907)
- Léon Pilet (1836-1916)[16]
- Philippe Poitevin (1831-1907)
- Pierre-Bernard Prouha (1822-1888)
- Jules Salmson (1823-1902)
- Antoine Watrinelle (1828-1913)